# Alex Norris
Alexander Pope Norris (* um 1965) ist ein US-amerikanischer Jazztrompeter.

## Leben und Wirken
Norris wuchs in einer musikalischen Familie in Columbia (Maryland) auf und spielte zunächst Piano, bevor er an die Trompete wechselte; später kam Gitarre hinzu. Er erhielt ein Stipendium zum Studium am Peabody Conservatory in Baltimore, das er 1990 abschloss. 1992 zog er nach New York City, wo er an der Manhattan School of Music seinen Master absolvierte. In dieser Zeit arbeitete er in verschiedenen Bigbands, wie dem Vanguard Jazz Orchestra, dem Toshiko Akiyoshi Jazz Orchestra und in der Band von Maria Schneider. Von 1994 bis 1998 war Norris Mitglied der Begleitband der Sängerin Betty Carter, deren musikalischer Leiter er 1998 wurde.
Außerdem spielte Norris u. a. in den Bands von Lonnie Plaxico, Jason Lindner und Ralph Irizarry, ferner mit Slide Hampton, Joshua Redman, Brad Mehldau, Chris Potter, Carl Allen, John Patitucci, Mulgrew Miller, Brian Blade sowie mit Musikern der afrokubanischen Jazzszene, wie Andy und Jerry González, Manny Oquendo, Paquito D’Rivera und Chico O’Farrill. Auch ging er mit Incognito auf Tournee.
Ab Mitte der 2010er-Jahre leitete Norris, der bereits 1999 sein Debütalbum mit einer Quintettformation vorgelegt hatte, auch eigene Bandprojekte, etwa sein Alex Norris Organ Quartet, mit dem er das Album Extension Deadline vorlegte, später wieder ein Quintett. Zudem spielte er in verschiedenen Bigband-Ensembles, wie in Ron Carters Great Big Band, der Mingus Big Band, Alan Ferber Big Band, dem Spanish Harlem Orchestra sowie mit Conrad Herwigs Latin Sides All Stars, Kyle Eastwood, Helen Sung, Miguel Zenón und Amina Figarova. Im Bereich des Jazz war er zwischen 1991 und 2024 an 90 Aufnahmesessions beteiligt.
Norris lehrte Trompete an verschiedenen Hochschulen. 2007 promovierte er an der University of Miami, wo er bis 2008 lehrte. Zwischen 2010 und 2018 (und dann wieder 2022) war er Hochschullehrer im Jazzstudiengang des Peabody Conservatory; derzeit ist er Dozent an der Rutgers University.

## Diskographische Hinweise
- A New Beginning (Fresh Sound New Talent, 1999, mit Gregory Tardy, George Colligan, Dwayne Burno, Joe Strasser, Claudia Acuña)
- Extension Deadline (BJU, 2015), mit Gary Thomas, George Colligan, Rudy Royston[4]
- Fleet from the Heat (SteepleChase 2021, mit Ari Ambrose, Jeremy Manasia, Paul Gill, Brian Floody)
- Table for Three (SteepleChase 2025, mit Paul Bollenback, Paul Gill)